# Aço rápido
Aço rápido, High Speed Steel (HSS), em inglês, Liga de aço composta por 0,67 a 1,3% C, 5 a 12% Co, 3,75 a 4,5% Cr , 0,3% Mn, 4 a 9% Mo , 2 a 20% W, 1 a 5% V e apropriado tratamento térmico.
Para aumentar a vida útil do aço rápido, as ferramentas são às vezes revestidas por uma camada de outro metal ou composto. Um exemplo é o TiN (Nitreto de Titânio). A maioria dos revestimentos, geralmente, aumenta a dureza e torna a ferramenta mais lisa. O revestimento permite à ponta da ferramenta cortar facilmente o material sem que partes deste fiquem incrustadas (presas) à ferramenta. O revestimento também ajuda a diminuir a temperatura associada ao processo de corte e aumenta a vida da ferramenta.
O uso principal do aço rápido continua a ser na fabricação de várias ferramentas de corte: brocas, fresas, serras, bits de usinagem, discos para cortar engrenagens, plainas, etc, embora também seja usado em prensas ultimamente.
Aços de alto teor de carbono continuam sendo uma boa escolha para uso em baixas velocidades onde uma boa precisão é necessária, como em plainas manuais, entalhadeiras, formões etc.

## Composição química
Quando uma ferramenta de aço contém uma combinação com mais de 7% de tungstênio, molibdênio e vanádio, com mais de 0.60% carbono, ela é chamada Aço Rápido. Esse termo, que descreve sua habilidade de cortar metais "rapidamente", e é usado desde 1940 quando a ferramenta de aço predominante era a de alto teor de carbono, que não era capaz de cortar em altas velocidades.
O tipo principal T-15 com 18% de tungstênio não mudou sua composição desde 1910 e era o tipo mais usado até 1940, quando foi substituído pelo molibdênio(M-2). Hoje em dia, apenas 5-12% do aço rápido usado na Europa é desse tipo e apenas 2% nos EUA.
A adição de 10% de tungstênio e molibdênio no total maximiza a dureza efetiva e a resistência do aço rápido e mantém essas propriedades sob altas temperaturas geradas quando se corta metal.

## História
O primeiro grande impulso causado nos materiais de ferramentas aconteceu na virada do século XIX, quando  desenvolveram o primeiro aço rápido (HSS).
Em meados de 1899, Frederick Taylor e Maunsel White, trabalhando na Bethlehem Steel, Pennsylvania, EUA, fizeram extensivos testes com os melhores aços ferramenta, aquecendos a temperaturas muito mais altas do que as utilizadas na indústria. Taylor elaborou estudos para determinação das velocidades e profundidades de corte da usinagem de metais.
O aço rápido revolucionou a prática de usinagem naquela época, dando um grande aumento na produtividade. As velocidades de corte puderam ser aumentadas em uma ordem de grandeza: de 3 a 5 m/min com ferramentas de aço carbono para 30 a 35 m/min com os aços rápidos. Exatamente por isso, estes aços levaram este nome.